# Maria de Lurdes Rodrigues
Maria de Lurdes Reis Rodrigues (ur. 19 marca 1956 w Lizbonie) – portugalska socjolog, nauczyciel akademicki i polityk, w latach 2005–2009 minister edukacji.

## Życiorys
W 1984 uzyskała licencjat z dziedziny socjologii w Instituto Superior de Ciências do Trabalho e da Empresa, po czym wykładała na macierzystej uczelni. W 1996 obroniła tamże doktorat ze swojego obszaru zainteresowań. W latach 2004–2005 przewodniczyła radzie naukowej ISCTE.
Między 1985 a 1989 pracowała nad utworzeniem archiwum historyczno-społecznego Biblioteki Narodowej Portugalii. Była reprezentantem rządu w instytucjach OECD: NESTI (Working Party on National Experts on Science and Technology Indicators) i WPIIS (Working Party on Indicators for the Information Society). W latach 1996–2002 delegowana przez rząd portugalski do Working Party of R&D and Innovation Survey (będącej komórką Eurostatu). Od 1997 do 2002 stała na czele rządowego centrum badawczego Observatório das Ciências e das Tecnologias.
Związana z Partią Socjalistyczną. Od marca 2005 do października 2009 sprawowała urząd ministra edukacji w rządzie José Sócratesa. Przeprowadziła kilka reform, m.in. zmieniając system oceniania nauczycieli, zmniejszając liczbę szkół oraz ograniczając wpływ grona pedagogicznego na zarządzanie placówkami. Reformy te spotkały się z krytyką i masowymi protestami ze strony środowiska nauczycieli.
Powróciła następnie do pracy naukowej w ISCTE. Od 2010 przez kilka lat była także prezesem publicznej fundacji Fundação Luso-Americana para o Desenvolvimento, zajmującej się stosunkami Portugalii z USA.
Odznaczona Krzyżem Wielkim Orderu Infanta Henryka (2016).

## Wybrane publikacje
- Empresários e Gestores da Indústria em Portugal (1990)
- Sociedade, Valores Culturais e Desenvolvimento (1993)
- As Chefias Directas na Indústria (1995)
- Sociologia das Profissões (1997)
- Os Engenheiros em Portugal (1999)